# Criss Angel
Criss Angel, właściwie Christopher N. Sarantakos (ur. 19 grudnia 1967 w East Meadow w stanie Nowy Jork) – amerykański muzyk, iluzjonista, kaskader, autor programu telewizyjnego Mindfreak emitowanego w sieci A&E Network, do którego soundtrack został stworzony przez Jonathana Davisa, muzyka grupy Korn. Pochodzi z Grecji.

## Wczesne życie

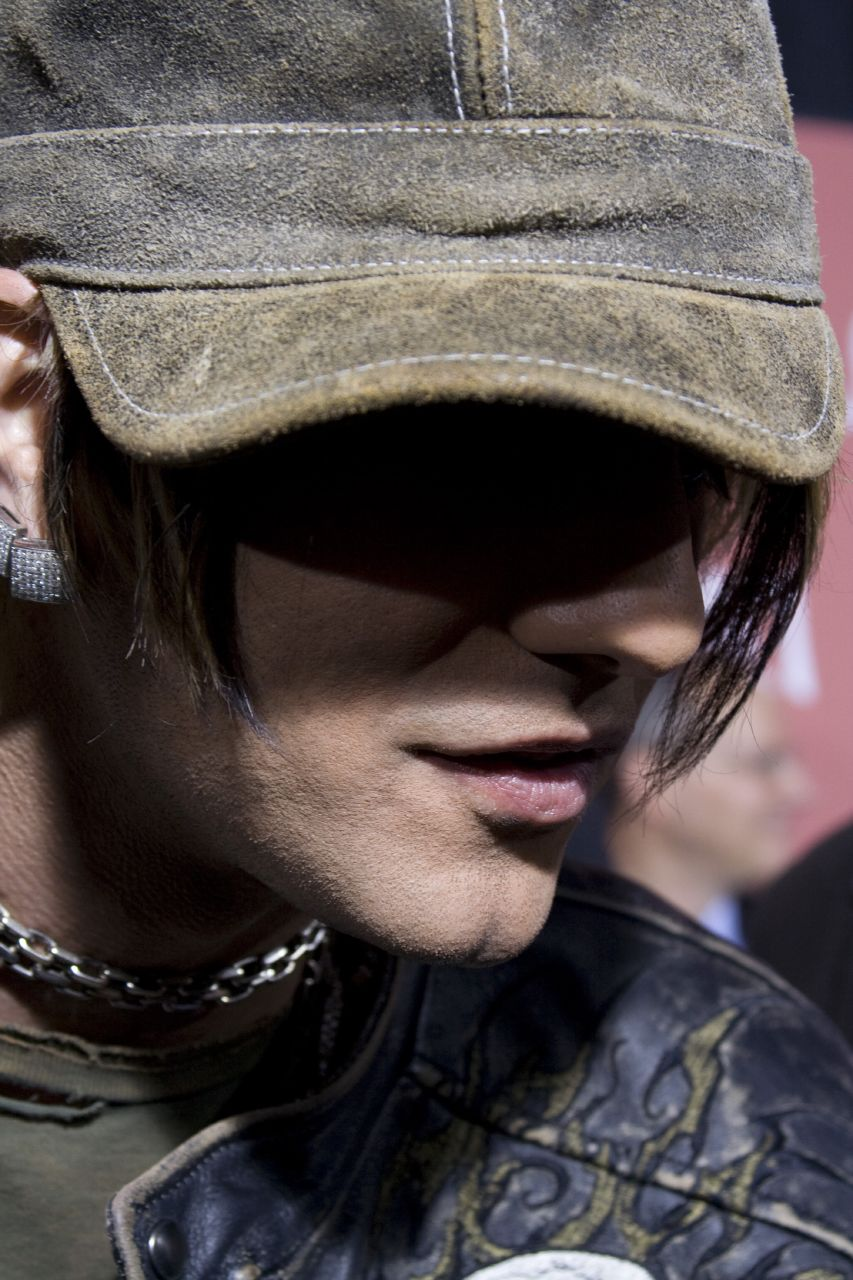
Criss Angel, 2007

Criss urodził się 19 grudnia 1967 r. w Hempstead General Hospital w Nowym Jorku. Jego ojciec John Sarantakos posiadał własną restaurację. Criss zainteresował się magią w wieku 7 lat. Wtedy właśnie jego ciocia Stella pokazała mu pierwszą sztuczkę karcianą. W wieku 12 lat Angel wykonał swój pierwszy pokaz na żywo, za który otrzymał 10 USD. Bardzo duży wpływ na Crissa wywarł Harry Houdini. Przez 14 lat wykonywał pokazy w szkole w East Meadow i Wine Gallery. Pierwsza poważna iluzja Crissa była z udziałem jego matki (lewitowanie nad miotłą).

## Efekty iluzjonistyczne Crissa Angela
- "przepołowienie" się
- "lewitacja" osób i rzeczy
- "chodzenie" po wodzie i szkle
- "wchodzenie" w dół i do góry po pionowej ścianie
- "zamykanie" w lustrze, lub w obrazie i "wyciąganie" z niego różnych przedmiotów
- "poruszanie" różnych przedmiotów lub osób, dotykając jedynie ich cienia
- "ożywienie" rysunku
- "teleportacja"
- "psychokineza"
- "voodoo"
- "przechodzenie przez lustro bądź metalowe drzwi"
- "przejechanie siebie walcem"
- "lewitacja samego siebie"
- "przepołowienie" kobiety
- "zamknięcie się" w trumnie zakopanej głęboko pod ziemią i uwolnienie się z niej
- "spłonięcie żywcem"

## Dyskografia
- Musical Conjurings from the World of Illusion (1998)
- System 1 in the Trilogy (2000)
- System 2 in the Trilogy (2000)
- System 3 in the Trilogy (2000)
- Mindfreak (2002)
- Supernatural (niewydane)